# Мадлен Радуканова
Мадлен Миленова Радуканова е българска състезателка по художествена гимнастика, златна олимпийска медалистка от Токио 2020.
Дъщеря е на бившия български футболист и настоящ футболен треньор Милен Радуканов от Видин. Започва да тренира художествена гимнастика на 5-годишна възраст в София. Първоначално се подготвя за индивидуални състезания. Включена е в ансамбъл с Елена Бинева, Симона Дянкова, Лаура Траатс и Теодора Александрова през 2016 г.
Радуканова е 2 пъти бронзова медалистка на световните първенства в Песаро и Баку през 2017 и 2019 г. Златна медалистка е на 5 обръча на световното първенство в София през 2018 г. Сребърна медалистка е с ансамбъла на световното първенство в София през 2018 г.
През 2021 година печели златен медал от олимпийските игри в Токио заедно със Симона Дянкова, Лаура Траатс, Стефани Кирякова и Ерика Зафирова. Това е първият за България златен олимпийски медал по художествена гимнастика на ансамбъл. С това си постижение и всички преди това, момичетата печелят прякора "Диамантите".
Хобитата ѝ са слушане на музика и футбол. През октомври 2021 г. Общинският съвет във Видин я удостоява със званието „Почетен гражданин“ заедно с видинчаните лекаря в Швейцария проф. Валентин Джонов и (посмъртно) училищния директор Венцислав Станев.
Почетен гражданин на София (2021)